# Kinef Kiriši
Il Kinef-Surgutneftegaz Kiriši è un club di pallanuoto russo, con sede nella città di Kiriši. Esso è conosciuto brevemente con il nome di Kinef.

## Storia
La squadra è proprietà della raffineria petrolifera Kinef, filiale della Surgutneftegas. La sezione femminile ha dominato incontrastata il campionato russo dal 2003 al 2022, con venti titoli nazionali consecutivi all'attivo. Ha conquistato due titoli europei e vanta anche altri importanti piazzamenti a livello continentale. In ambito maschile, invece, non ha mai conquistato alcun titolo.

## Palmarès
- Campionato russo femminile: 20

2002-03, 2003-04, 2004-05, 2005-06, 2006-07, 2007-08, 2008-09, 2009-10, 2010-11, 2011-12, 2012-13, 2013-14, 2014-15, 2015-16, 2016-17, 2017-18, 2018-19, 2019-20, 2020-21, 2021-22, 2024-25
- LEN Champions Cup: 2

2017, 2018
- Supercoppa LEN: 1

2017
- Coppe LEN: 1

2021

## Rose 2021-2022

### Squadra maschile
| N° |                   | Ruolo | Giocatore          |
| -- | ----------------- | ----- | ------------------ |
|    | Russia (bandiera) | P     | Aleksej Bogdanov   |
|    | Russia (bandiera) | P     | Grigorii Gridnev   |
|    | Russia (bandiera) |       | Aleksandr Iatsenko |
|    | Russia (bandiera) |       | Artur Salakhov     |
|    | Russia (bandiera) |       | Aleksej Kuz'menko  |
|    | Russia (bandiera) |       | Daniil Andreev     |
|    | Russia (bandiera) |       | Daniil Mal'čev     |
|    | Russia (bandiera) |       | Timur Sykalov      |
|    | Russia (bandiera) |       | Igor Stepanov      |

| N° |                   | Ruolo | Giocatore              |
| -- | ----------------- | ----- | ---------------------- |
|    | Russia (bandiera) |       | Viktar Ivanou          |
|    | Russia (bandiera) |       | Vasilij Es'kov         |
|    | Russia (bandiera) |       | Alexander Kostyukevich |
|    | Russia (bandiera) |       | Bogdan Melent'ev       |
|    | Russia (bandiera) |       | Viktor Buyak           |
|    | Russia (bandiera) |       | Dmitrij Taraskov       |
|    | Russia (bandiera) |       | Dmitrij Kablukov       |
|    | Russia (bandiera) |       | Vitalij Kiselev        |

### Squadra femminile
| N° |                   | Ruolo | Giocatore              |
| -- | ----------------- | ----- | ---------------------- |
|    | Russia (bandiera) | P     | Anna Karnauch          |
|    | Russia (bandiera) | P     | Daria Kruglova         |
|    | Russia (bandiera) |       | Tat'jana Zubkova       |
|    | Russia (bandiera) |       | Ekaterina Prokof'eva   |
|    | Russia (bandiera) |       | Elizaveta Karelova     |
|    | Russia (bandiera) |       | Anastasiia Nezhinskaia |
|    | Russia (bandiera) |       | Ksenija Krimer         |
|    | Russia (bandiera) |       | Kseniia Evdokushina    |
|    | Russia (bandiera) |       | Daria Soboleva         |
|    | Russia (bandiera) |       | Polina Kosykh          |
|    | Russia (bandiera) |       | Nadezhda Glyzina       |
|    | Russia (bandiera) |       | Kristina Domakhina     |
|    | Russia (bandiera) |       | Evgenija Ivanova       |

| N° |                   | Ruolo | Giocatore             |
| -- | ----------------- | ----- | --------------------- |
|    | Russia (bandiera) |       | Dar'ja Ryžkova        |
|    | Russia (bandiera) |       | Nadezhda Diachenko    |
|    | Russia (bandiera) |       | Veronika Gromova      |
|    | Russia (bandiera) |       | Elvira Karnauch       |
|    | Russia (bandiera) |       | Anastasiia Komarova   |
|    | Russia (bandiera) |       | Anna Rusova           |
|    | Russia (bandiera) |       | Daria Shilova         |
|    | Russia (bandiera) |       | Anastasiia Simanovich |
|    | Russia (bandiera) |       | Anna Smirnova         |
|    | Russia (bandiera) |       | Evgenija Soboleva     |
|    | Russia (bandiera) |       | Evgeniia Starostina   |
|    | Russia (bandiera) |       | Vladlena Valiuzhenich |